# Elisabeth Frink

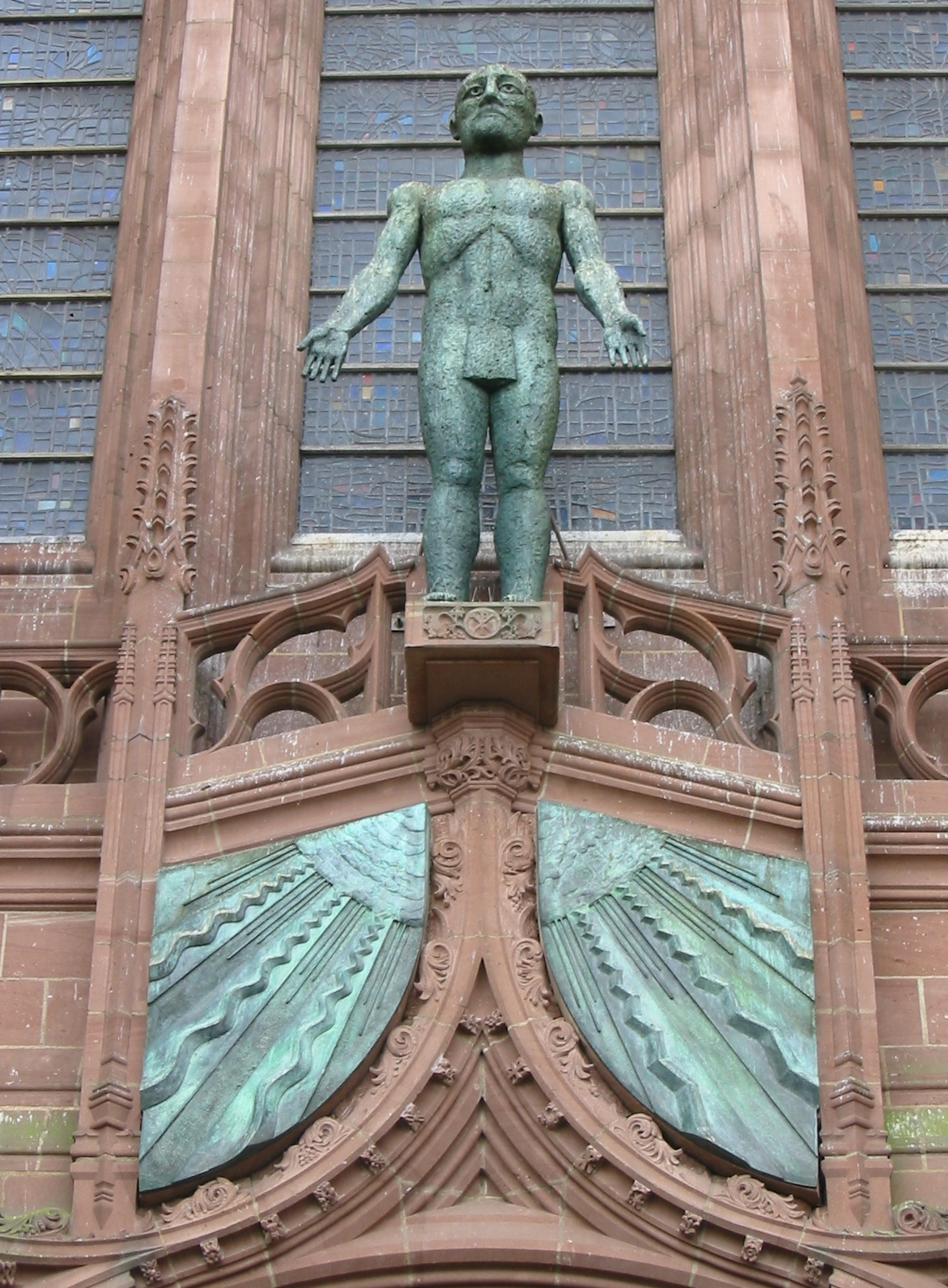
Risen Christ in Liverpool

Elisabeth Jean Frink (roepnaam 'Lis' of 'Liz') (Thurlow, Suffolk, 14 november 1930 - Blandford Forum Dorset, 18 april 1993), was een Engelse beeldhouwster.

## Leven en werk
Frink studeerde van 1946 tot 1949 bij Willi Soukop aan de Guildford School of Art en van 1949 tot 1953 bij Bernard Meadows aan de Chelsea School of Art in Londen. Zij behoorde met Kenneth Armitage, Reg Butler, Bernard Meadows en Eduardo Paolozzi tot de generatie beeldhouwers van direct na de Tweede Wereldoorlog, maar hield vast aan een naturalistische stijl. Frink was gefascineerd door vallende en gevleugelde figuren, vogels, paarden en religieuze motieven.
Frink doceerde van 1953 tot 1961 beeldhouwkunst aan de Chelsea School of Art, van 1954 tot 1962 aan Saint Martin's School of Art en was van 1965 tot 1967 gastdocent aan het Royal College of Art in Londen. Van 1967 tot 1970 woonde Frink in Frankrijk. Weer terug in Engeland creëerde zij monumentale, mannelijke naakten, vaak gemaskerd, zoals Running Man (1976).
Elisabeth Frink ontving een CBE in 1969 en een DBE in 1982. Zij was lid van de Royal Academy of Arts.

## Werken (selectie)
- Bird (1952), Tate Modern in Londen
- Dead Hen (1957), Tate Modern
- Bird Man V (1959, The Hepworth Wakefield
- Warhorse en Walking Madonna, Chatsworth House in Chatsworth, Derbyshire
- Horse and Rider (1969), beeldenpark van de Cass Sculpture Foundation in Goodwood, op het Trafalgar Square in Winchester en in het Toronto Sculpture Park (sinds 1975) in Toronto
- Shepherd and Sheep (1975), Paternoster Square in Londen
- Running Man (1976), Carnegie Museum of Art in Pittsburgh
- Flying Men, Odette Sculpture Park in Windsor (Ontario)
- Running Men (1978), Yorkshire Sculpture Park
- Dorset Martyrs (1986), Dorchester (Dorset)
- Walking Man (1986), Jerwood Sculpture Trail, Ragley Hall in Warwickshire
- Riace Figures (1987/89), Yorkshire Sculpture Park
- Sitting Man (1986), Yorkshire Sculpture Park
- Lying and Standing (1988), Yorkshire Sculpture Park
- Desert Quartet (1990), Liverpool Gardens in Worthing
- Risen Christ (1993), Liverpool Cathedral in Liverpool

## Fotogalerij

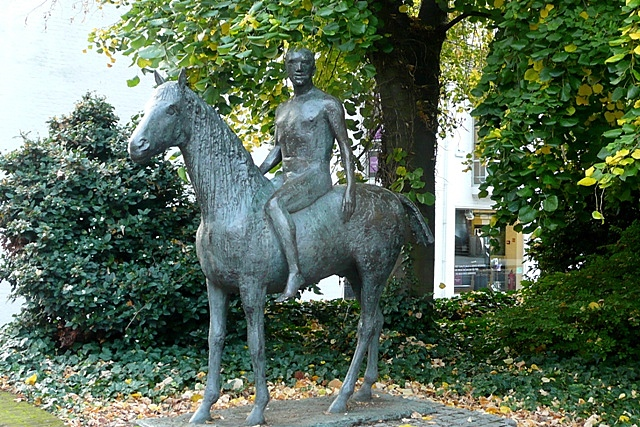
Horse and Rider (1975), Winchester
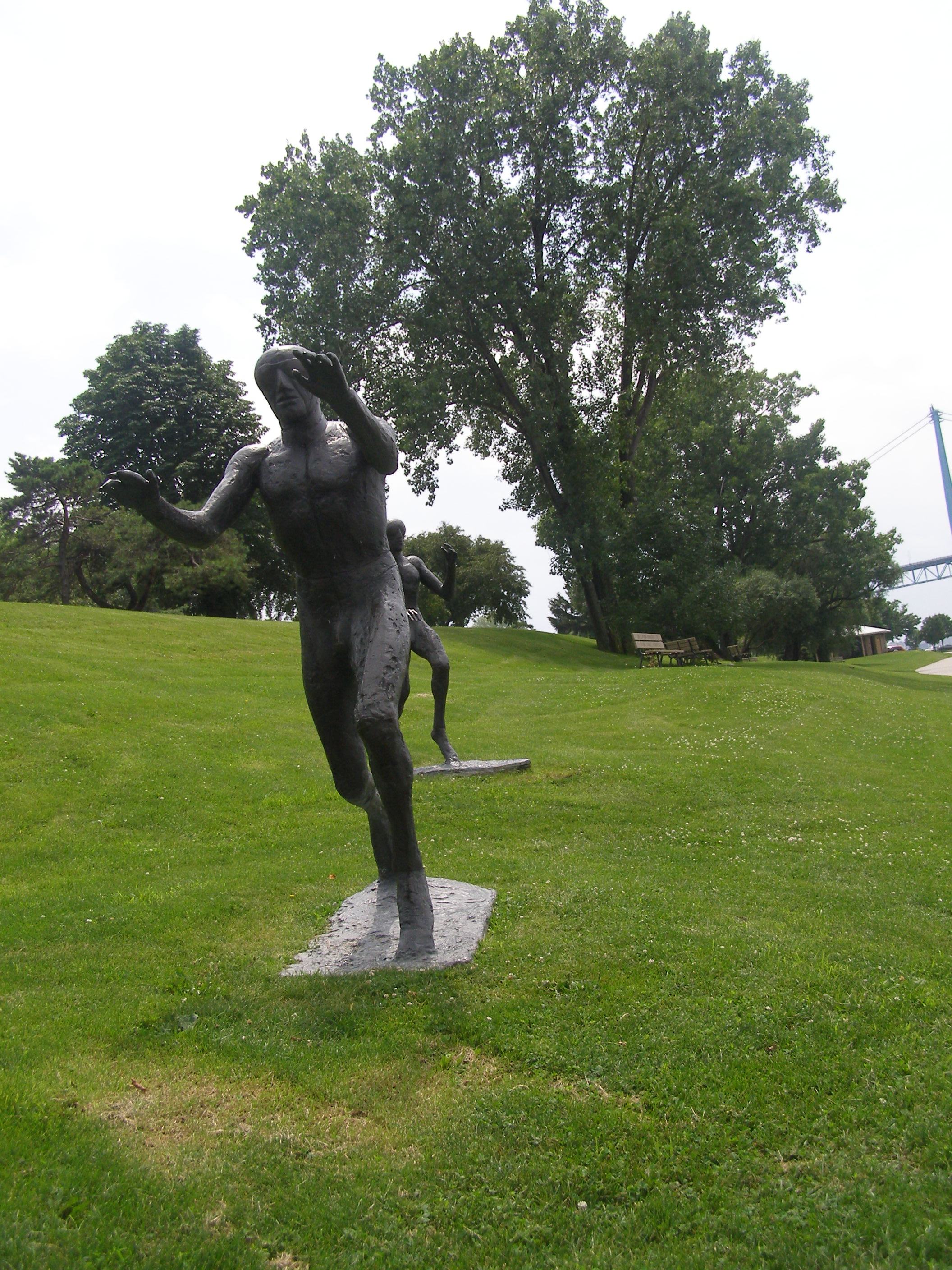
Flying Men in Windsor (Canada)
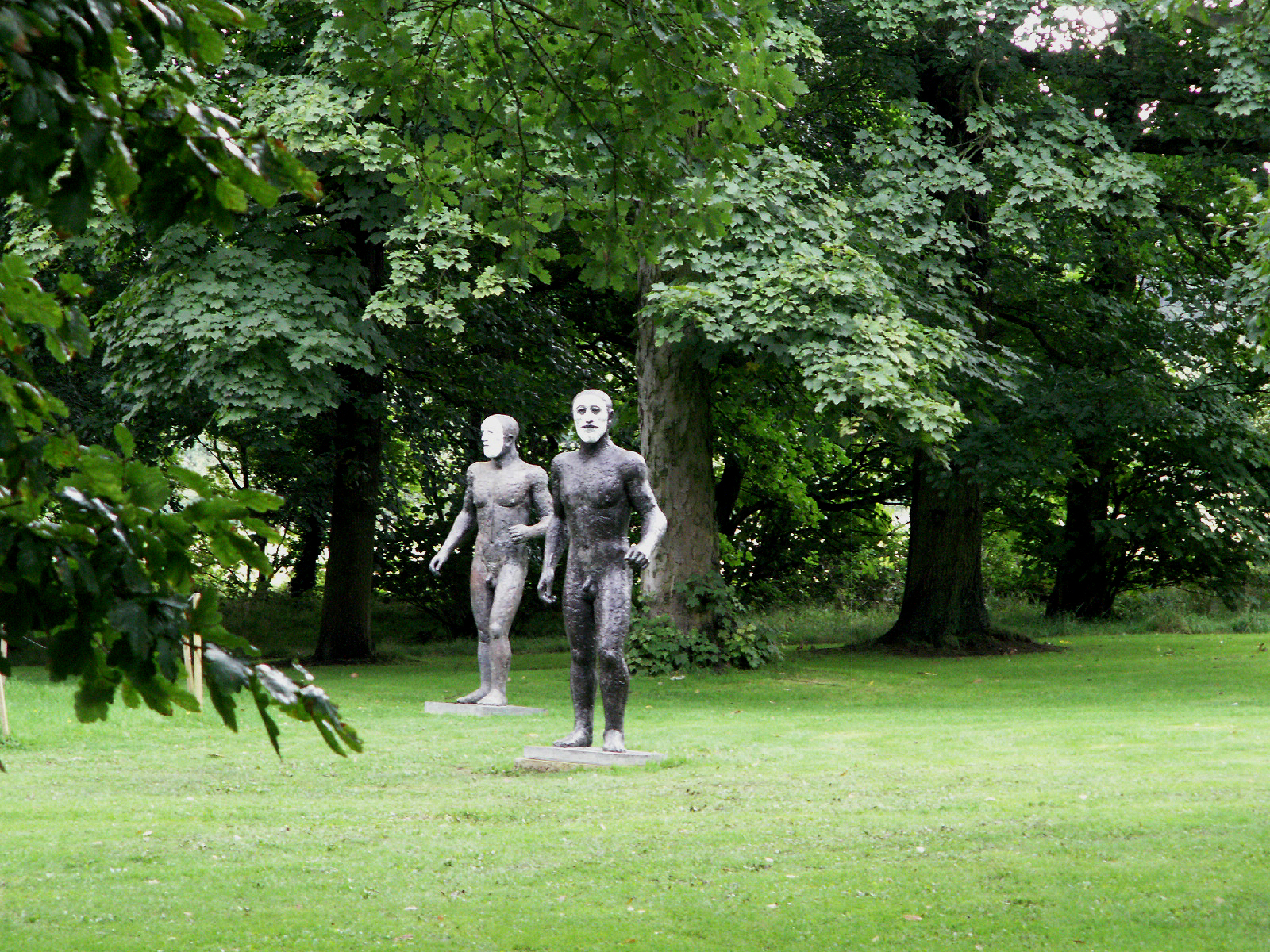
Riace Figures in het Yorkshire Sculpture Park
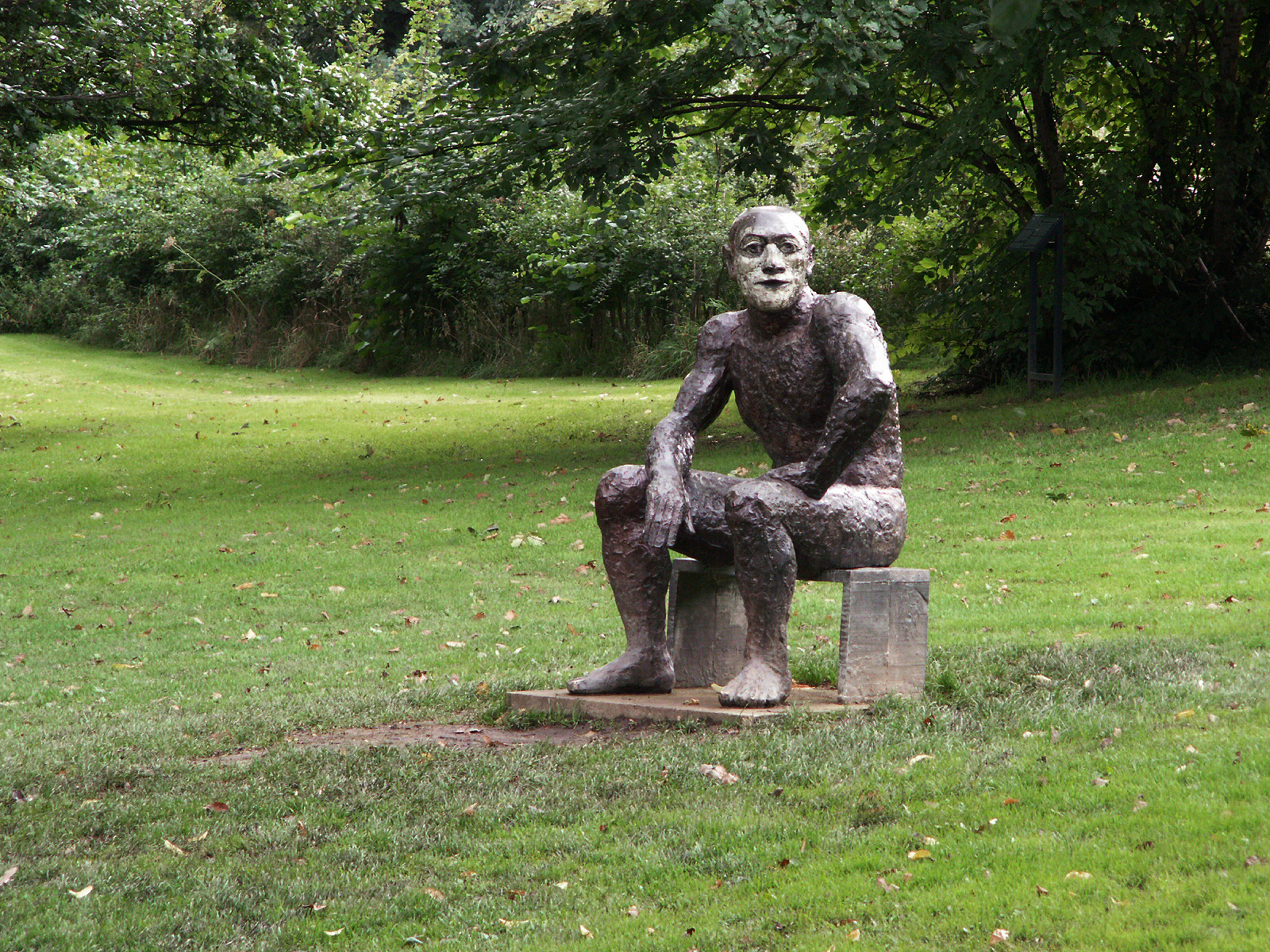
Sitting Man in het Yorkshire Sculpture Park
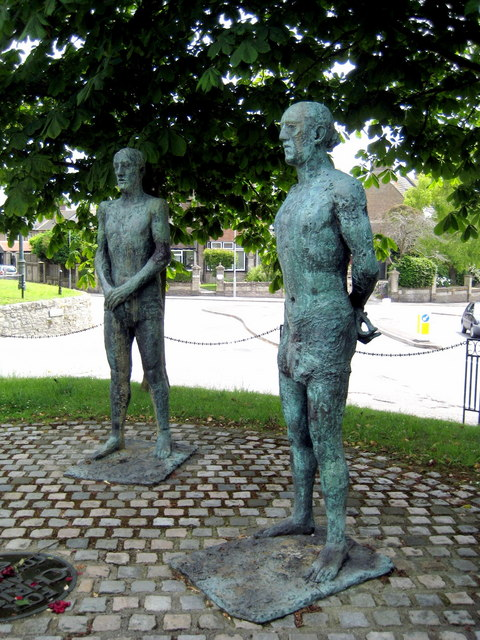
Dorset Martyrs (1986)
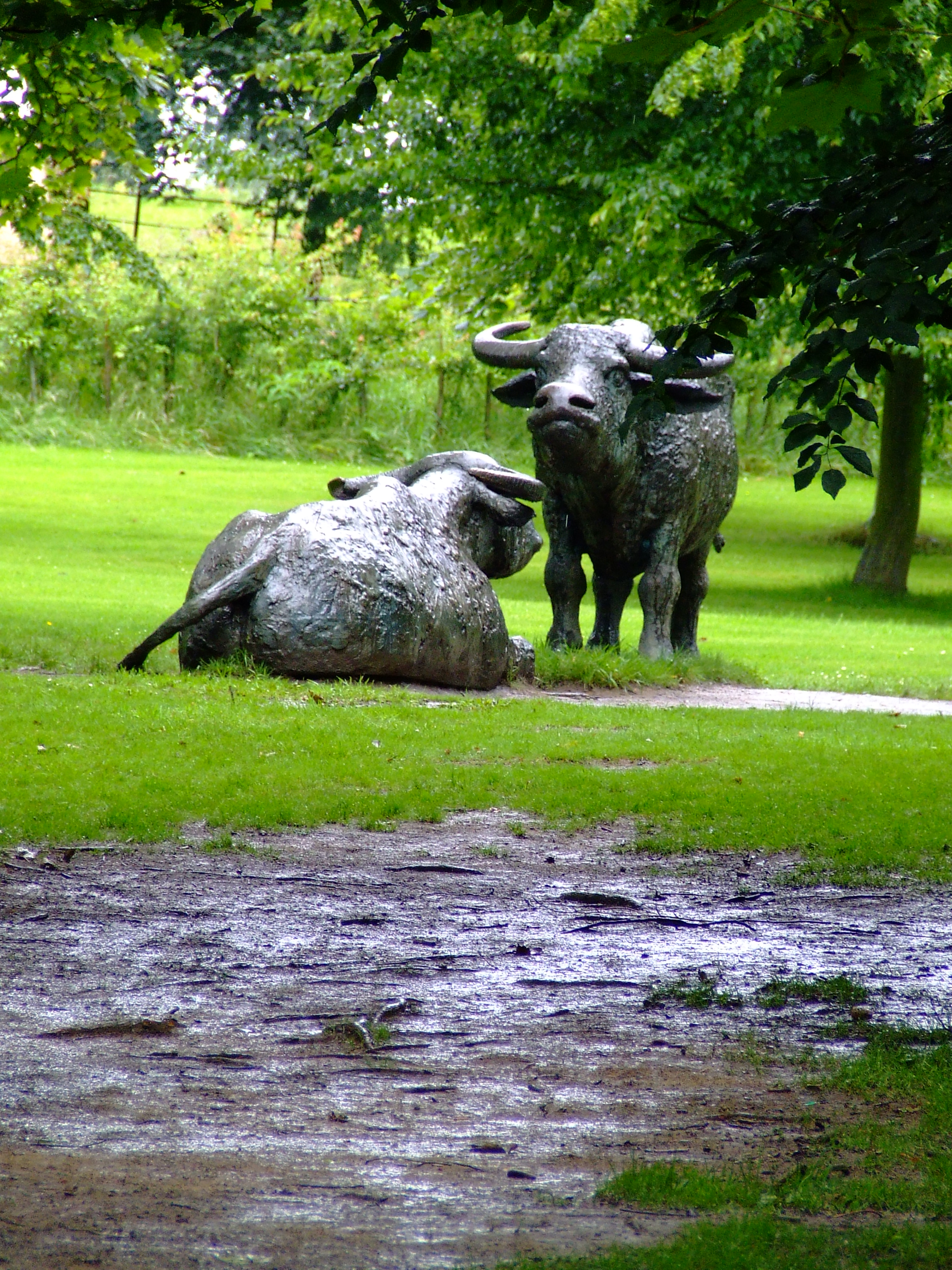
Lying and Standing (1988)